# Pancho Lopez, der Bandit
Pancho Lopez, der Bandit ist eine US-amerikanische Westernkomödie aus dem Jahr 1923 von Edwin Carewe mit Holbrook Blinn und Jack Mulhall in den Hauptrollen. Das Drehbuch des Stummfilms basiert auf dem Bühnenstück The Bad Man von Porter Emerson Browne. Den Verleih übernahm First National.

## Handlung
Der berüchtigte mexikanische Bandit Pancho Lopez und seine Bande von Gesetzlosen leben von Raub und Viehdiebstählen. Eines der Opfer ist der Rancher Gilbert Jones, dessen Viehverluste ihn an den Rand des Bankrotts treiben. Lopez erkennt in Gilbert den Mann, der ihm einst das Leben gerettet hat. Als Jones in Gefahr ist, seine Ranch wegen Zahlungsverzugs für die Hypothek zu verlieren, beschließt Lopez, ihm zu helfen.
Zur gleichen Zeit bietet Morgan Pell, der Jones um sein möglicherweise ölreiches Anwesen betrügen will, eine Geldsumme an, die Jones unter Vorbehalt annimmt. Als Lopez herausfindet, dass Jones und Mrs. Pell ineinander verliebt sind, lässt er Pell erschießen, raubt dann eine lokale Bank aus, zahlt die Hypothek und gibt das gestohlene Vieh zurück. Nachdem Mr. Pell aus dem Weg geräumt und die Ranch gesichert ist, können Jones und Mrs. Pell heiraten.

## Hintergrund
Das Theaterstück wurde 1930 von Clarence C. Badger für First National unter dem gleichen Originaltitel neu verfilmt.
John DuCasse Schulze oblag die künstlerische Leitung.
Da keine Kopien der sieben Filmrollen existieren, gilt der Film als verschollen.

## Veröffentlichung
Die Premiere des Films fand am 8. Oktober 1923 statt. 1925 kam er in Österreich in die Kinos.

## Kritiken
Der Kritiker der The New York Times schrieb, der Film sei besonders interessant, weil Holbrook Blinn wie schon auf der Bühne die Titelrolle spiele. Er sorge für ständiges Kichern. Nichts von dem skurrilen Humor, mit dem Porter Emerson Browne, der Autor des Stücks, die Hauptfigur umgab, sei verloren gegangen. Im Vergleich zu Blinn falle Jack Mulhall jedoch ab. Regisseur Carewe verdiene großes Lob für die kluge und zurückhaltende Art, mit der er diese großartige Produktion gehandhabt hat. Es sei ein Film, der einen dazu bringe, Witze über den Jargon eines bösen Mannes zu machen.
In der Zeitung Spokesman-Review wurde eine überdurchschnittliche Leinwandleistung bescheinigt. Die Spannung sei so hoch, dass sie jederzeit reißen könne, die Komödie sei brillant, die schauspielerische Leistung von Holbrook Blinn hervorragend.

## Auszeichnungen
1923 wurde der Film als bester Film des Monats Dezember mit dem Photoplay Award ausgezeichnet. Holbrook Blinn gewann die Auszeichnung als bester Darsteller.